# 마츠모토 유키히로
마쓰모토 유키히로(일본어: まつもとゆきひろ, 영어: Yukihiro Matsumoto, 1965년 4월 14일 ~)는 일본의 프로그래머이다.
프로그래밍 언어인 루비를 만든 것으로 유명하다. Matz라는 별명을 사용하며, 영미권에서는 이 별명이 이름만큼 널리 사용된다. 고등학교까지 독학으로 프로그래밍을 익혔으며, 쓰쿠바 대학교 정보학부를 나와, 시마네대학 대학원에서 박사과정을 수료했다. 1997년부터 시마네현에서 오픈소스 관련 회사인 네트워크 응용통신 연구소(ネットワーク応用通信研究所)의 특별 연구원으로 재직했으며, 2007년 6월부터 라쿠텐의 라쿠텐 기술 연구소의 특별 연구원을 재직했다. 2011년부터 PaaS 서비스 헤로쿠(Heroku)의 책임 아키텍트를 맡고 있으며, 2014년부터 주식회사 VASILY의 기술 자문을 맡고 있다.

## 저서
- Ruby in a Nutshell ISBN 0-596-00214-9
- The Ruby Programming Language ISBN 0-201-71096-X

## 같이 보기
- 루비 (프로그래밍 언어)
- 루비 MRI
- 루비 온 레일즈